# Azzardo (film)
Azzardo (Hazard) è un film del 1948 diretto da George Marshall.